# Bohumil (Jevany)
 Bohumil  je osada a částečně zaniklá vesnice v okrese Praha-východ, součást obce Jevany, asi 1,5 km od města Kostelec nad Černými lesy.

## Historie
V 15. století vlastnil vesnici pan Matěj Sobka ze Šembery. Zpustla po roce 1652. Začátkem 20. století zde Lichtenštejnové postavili dvůr a hájovnu, které jsou zde dodnes (hájovnu dnes vlastní Česká zemědělská univerzita v Praze). Okolo roku 1920 zde také vznikl zdravotnický ústav vyrábějící očkovací látky (jednoho času NOVAVAX CZ a.s., dnes Novo Nordisk Production Czech s.r.o. s přeorientovanou výrobou).

## Doprava
Do zaniklé obce jezdí pražská městská autobusová linka 492.